# Cosson
Il Cosson è un fiume del centro della Francia che scorre nella regione del Centro-Valle della Loira. È lungo 114,2 km e sfocia nel Beuvron, che a sua volta dopo circa 1 km si immette nella Loira.

## Geografia

### Corso del fiume
Il fiume nasce nel comune di Isdes, nella regione naturale della Sologne, e trae origine dall'Étang de la Ramellière. Nel suo corso bagna il maniero di Lude, nel comune di Jouy-le-Potier, e il castello di Chambord, di cui alimenta il fossato. Arrivato nel territorio di Vineuil, il Cosson inizia a scorrere parallelo alla Loira fino alla immettersi nel Beuvron.

### Principali affluenti
Déroboir (8,6 km), Bourillon (20,6 km), Canne (26,4 km), Arignan, Fonds de Rotte, Ribou.

### Comuni attraversati
Il Cosson attraversa 18 comuni:
Loiret
Isdes, Vannes-sur-Cosson, Sennely, Ménestreau-en-Villette, Marcilly-en-Villette, La Ferté-Saint-Aubin, Jouy-le-Potier, Ligny-le-Ribault.
Loir-et-Cher
Blois, Chailles, Chambord, Crouy-sur-Cosson, La Ferté-Saint-Cyr, Huisseau-sur-Cosson, Saint-Gervais-la-Forêt, Thoury, Vineuil, Candé-sur-Beuvron.

## Storia

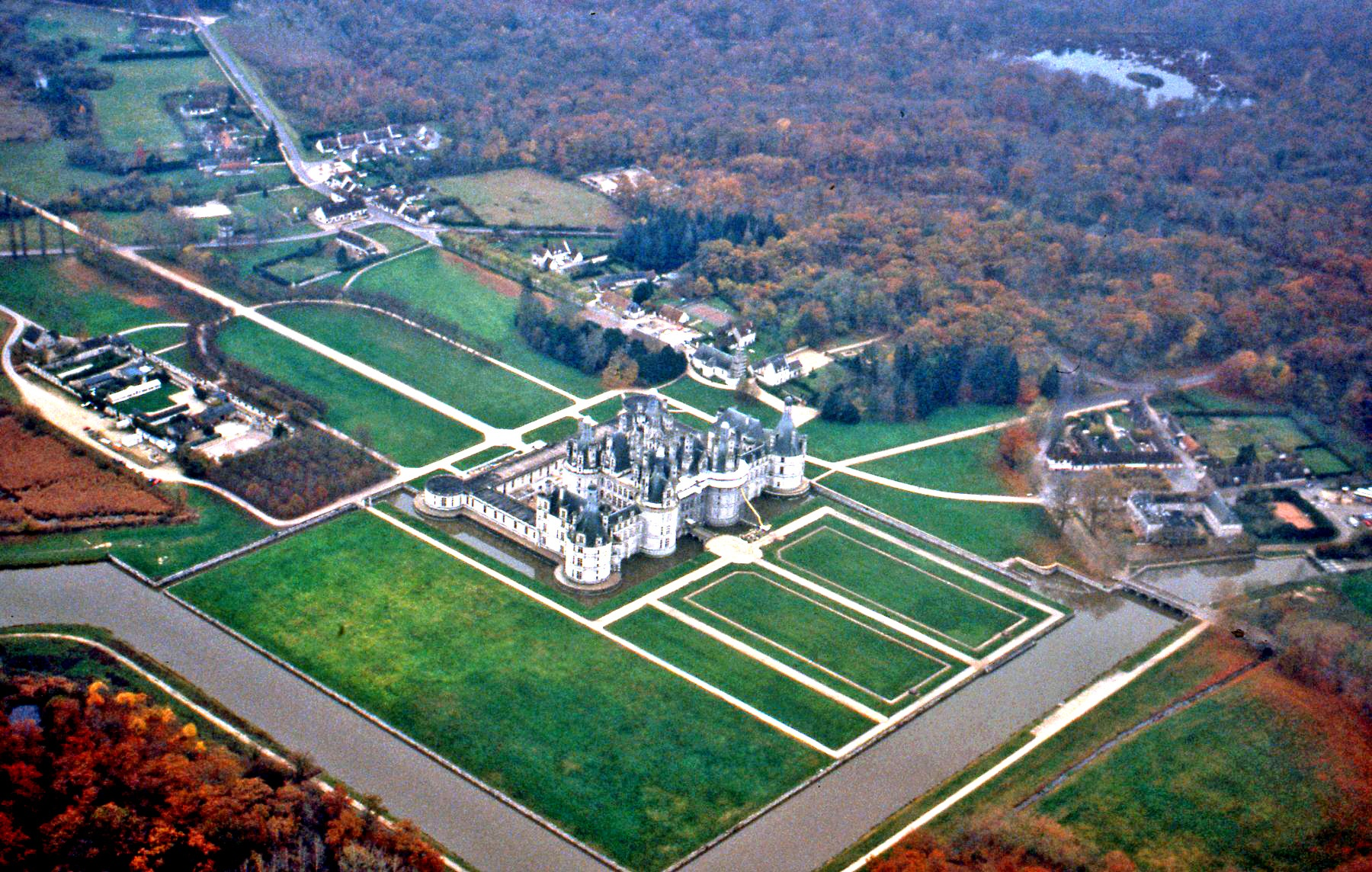
Il Cosson canalizzato presso il castello di Chambord

Il corso del Cosson fu deviato nel XVII secolo quando il re Luigi XIV lo canalizzò per farlo passare attraverso il giardino del castello di Chambord, alimentandone altresì il fossato. Dopo un'interruzione dei lavori, il letto del fiume fu pulito e allargato nel 1730 nell'ambito di una bonifica del parco del castello.
Le piene del Cosson sono piuttosto frequenti; particolarmente violenta è stata la piena del 2016, che ha completamente allagato i giardini del castello di Chambord provocando ingenti danni.